# Чайлдресс (округ, Техас)
Шаблон:StateAbbr_ 34°32′ пн. ш. 100°12′ зх. д. / 34.54° пн. ш. 100.2° зх. д.
Округ Чайлдресс (англ. Childress County) — округ (графство) у штаті Техас, США. Ідентифікатор округу 48075.

## Історія
Округ утворений 1887 року.

## Демографія
За даними перепису 2000 року загальне населення округу становило 7688 осіб, зокрема міського населення було 5077, а сільського — 2611. Серед мешканців округу чоловіків було 4517, а жінок — 3171. В окрузі було 2474 домогосподарства, 1651 родин, які мешкали в 3059 будинках. Середній розмір родини становив 3.
Віковий розподіл населення поданий у таблиці:
| Стать    | До 15 років | 15-21 | 22-29 | 30-39 | 40-49 | 50-65 | 65-85 | Понад 85 |
| -------- | ----------- | ----- | ----- | ----- | ----- | ----- | ----- | -------- |
| Чоловіки | 716         | 654   | 592   | 849   | 649   | 541   | 465   | 51       |
| Жінки    | 630         | 276   | 267   | 396   | 431   | 475   | 557   | 139      |

## Суміжні округи
- Коллінгсворт — північ
- Гармон, Оклахома — північний схід
- Гардеман — схід
- Коттл — південь
- Голл — захід

## Виноски
1. ↑  U.S. Decennial Census. United States Census Bureau. Архів оригіналу за 26 квітня 2015. Процитовано 20 квітня 2015.
2. ↑  Texas Almanac: Population History of Counties from 1850–2010 (PDF). Texas Almanac. Архів оригіналу (PDF) за 26 лютого 2015. Процитовано 20 квітня 2015.
3. ↑  State & County QuickFacts. United States Census Bureau. Архів оригіналу за 1 березня 2016. Процитовано 9 грудня 2013. [Архівовано 2016-03-01 у Wayback Machine.](англ.) Наведено за англійською вікіпедією.
4. ↑  American FactFinder. Бюро перепису населення США. Архів оригіналу за 26 лютого 2012. Процитовано 31 січня 2008. [Архівовано 2008-05-21 у Wayback Machine.]

| США | Це незавершена стаття з географії США. Ви можете допомогти проєкту, виправивши або дописавши її. |